# Cavendishia nitida
Cavendishia nitida là một loài thực vật có hoa trong họ Thạch nam. Loài này được (Kunth) A.C.Sm. mô tả khoa học đầu tiên năm 1935.